# A Silla királyság ékköve epizódjainak listája
A lista a dél-koreai A Silla királyság ékköve című televíziós sorozat epizódjairól ad információt és rövid leírást.

## Epizódok
| |                      |  |              |  |  |
| Első vetítési idő |                      |  | Epizód száma |  |  |
| |                      |  |              |  |  |
| Eredeti vetítés | 2009. május 25.      |  | 1            |  |  |
| Magyar vetítés | 2010. október 27.    |  | 1            |  |  |
| Csinhüng király élete végéhez közeledik, éppen ezért testamentumot diktál bizalmasának és ágyasának, Misilnek. Arra kéri Őt, hogy miután kileheli lelkét, embereivel együtt vonuljon kolostorba. A szép asszony azonban nem teljesíti utolsó kívánságát. Halála után átírja a végrendelet tartalmát, és a várományos helyett az idősebbik fiút ülteti a trónra. Sok évvel később - miután belátta, hogy Jinji mellett nem lehet királyné -, a Koronatanács segítségével, a hvarangok élén hatalomfosztást rendez. Megmutatja az igazi végrendeletet, amely szerint Pekcsong hercegé a trón, így Csinmpjongként fog uralkodni. Ekkor a fiatalember szinte már felnőtt férfi, felesége van: Maya hercegnő. A terv egyszerű és nagyszerű: el kell tüntetni Őt az útból, Munno nagymesterrel együtt. |                      |  |              |  |  |
| |                      |  |              |  |  |
| Eredeti vetítés | 2009. május 26.      |  | 2            |  |  |
| Magyar vetítés | 2010. október 28.    |  | 2            |  |  |
| A koronázás napján megjelenik Maya, Munno nagymesterrel karöltve. A pecsétőrző forr tehetetlen mérgében, ugyanis még mindig királyné szeretne lenni. Természetesen nem zavarja a dolog, hogy Csinmpjong 15 évvel fiatalabb nála. Pár hónappal később, titkos forrásaitól értesülve megtudja, hogy a király felesége ikreket hoz a világra. Egy ősrégi jóslat szerint ikergyermek nem uralkodhat Sillában, ráadásul ha ikerszülés történik, akkor többé nem születik fiúutód. Maya vajúdása alatt Misil megszervezi a trón fosztáshoz szükséges előkészületeket, csapatai készen állnak. Igen ám, csakhogy Őfelsége emberei sem restek, mindent megtesznek a magas pozícióval ellátott család védelmében. Csinmpjong ennek köszönhetőn nyugodt szívvel bízza rá gyermekét Sohva szolgálóra. |                      |  |              |  |  |
| |                      |  |              |  |  |
| Eredeti vetítés | 2009. június 1.      |  | 3            |  |  |
| Magyar vetítés | 2010. október 29.    |  | 3            |  |  |
| Munno nagymester segítségével Sohva sikeresen kimenekül a palotából, és egy távoli helyre mennek, a Xinjang tartománybeli Takla-Makán sivatagba. Sok évvel később, az ifjú hercegnő mit sem tud valódi származásáról, a kereskedőkkel barátkozik, rendkívül tudálékos, és szeretne kalandot látni. Utóbbit hamarosan meg is kapja, Misil leghűségesebb embere, Csilsuk nagymester ellátogat bordélyházukba, abban a reményben, hogy végre megtalálta Őket és hazatérhet. |                      |  |              |  |  |
| |                      |  |              |  |  |
| Eredeti vetítés | 2009. június 2.      |  | 4            |  |  |
| Magyar vetítés | 2010. november 2.    |  | 4            |  |  |
| A teakereskedés illegális cselekedetnek számít, Tokmán és társai éppen ezért bajba keverednek. A leányzó egy bátor és vakmerő tettel megmenti mindnyájuk életét, ám a veszély még nem hárult el. Csilsuk gyilkossági kísérletet hajt végre, édesanyjával együtt menekülni kényszerülnek, a sivatagba futnak. Ott azonban nem csak a szomjúsággal kell megküzdeniük, hanem az ádáz homokviharral is. |                      |  |              |  |  |
| |                      |  |              |  |  |
| Eredeti vetítés | 2009. június 8.      |  | 5            |  |  |
| Magyar vetítés | 2010. november 3.    |  | 5            |  |  |
| A kicsi, ámde annál bátrabb királyságra sötét idők járnak. Csinmpjong király kijelöli utódját, aki nem más, mint Csonmjong hercegnő férje, Kim Jongszu. A pecsétőrző ebbe nem egyezik bele, még mindig királyné szeretne lenni. Eközben Őfelsége második ikerleánya, Tokmán, elindul hazafelé: útja a sivatagon keresztül vezet, ki a Kínai Birodalomból, egészen Silláig. |                      |  |              |  |  |
| |                      |  |              |  |  |
| Eredeti vetítés | 2009. június 9.      |  | 6            |  |  |
| Magyar vetítés | 2010. november 4.    |  | 6            |  |  |
| A hercegnő sikeresen visszatért szülőföldjére, ahol Munno nagymester keresi. Kutakodása során csapatok sorakoznak fel, megpróbálják megállítani a lázongó parasztokat. A többség úgy véli, hogy Munno nagymester a vezetőjük. Mindeközben az özvegy ikerhercegnő is Munnot keresi. |                      |  |              |  |  |
| |                      |  |              |  |  |
| Eredeti vetítés | 2009. június 15.     |  | 7            |  |  |
| Magyar vetítés | 2010. november 5.    |  | 7            |  |  |
| Ugyanaz a céljuk, éppen ezért a két testvér segíti egymást, holott az elején ki nem állhatják a másikat. Mikor Csonmjong édesapja megtudja, hogy lánya Manno járásban kószál, utána megy. A veszélyes vidék kormányzója, Kim Szokhjon - gájai főnemes - minden eszközt megad felkutatására. |                      |  |              |  |  |
| |                      |  |              |  |  |
| Eredeti vetítés | 2009. június 16.     |  | 8            |  |  |
| Magyar vetítés | 2010. november 8.    |  | 8            |  |  |
| Sikeresen megtalálták Csonmjong hercegnőt, habár Jusin bűnözőnek hitte. Az ikerleány nem árulja el annak gonosz tettét, időközben ugyanis megkedvelte a fiút, és szeretné maga mellett tartani. Őfelsége - hálája jeléül - azt az ajándékot adja a Kim családnak, hogy velük tarthatnak Silla fővárosába, Sorabole-ba. A jóképű sárkányvirágos katona hűséget esküszik Csonmjongnak, de ami még fontosabb: Tokmánnal karöltve egy új nemzedék bontakozik ki, hárman tökéletes csapatot alkotnak. |                      |  |              |  |  |
| |                      |  |              |  |  |
| Eredeti vetítés | 2009. június 22.     |  | 9            |  |  |
| Magyar vetítés | 2010. november 9.    |  | 9            |  |  |
| Tokmán a Sárkányvirág alakulat katonája lesz, szerencsére senki nem sejti ki bujkál az öltözék alatt. Évek telnek el, Jusin parancsnok kemény kiképzésben tartja embereit, kívülről úgy látszik, semmi értelme. Háború veszi kezdetét a szomszédos Pekcse királysággal, az első ikerhercegnő hadserege is részt vesz a támadásban, így fájó szívvel ugyan, de húgát is a vérmezőre küldi. |                      |  |              |  |  |
| |                      |  |              |  |  |
| Eredeti vetítés | 2009. június 23.     |  | 10           |  |  |
| Magyar vetítés | 2010. november 10.   |  | 10           |  |  |
| A Pekcse királysággal vívott párharc alatt Misil és számító emberei azt szeretnék elérni, hogy Kim Szokhjon ne térjen vissza. Egy ősrégi mondást alkalmaznak, miszerint hús kell ahhoz, hogy csontot lehessen törni. A siker érdekében képesek feláldozni saját embereiket is, csak a hatalom érdekli őket. Mindeközben Csonmjong hercegnő nagyon aggódik testvéréért, aki egyre bátrabb és jobb kadét lesz. |                      |  |              |  |  |
| |                      |  |              |  |  |
| Eredeti vetítés | 2009. június 29.     |  | 11           |  |  |
| Magyar vetítés | 2010. november 11.   |  | 11           |  |  |
| Míg sokan az életükért küzdenek, Csonmjong hercegnő intézkedéseket eszközöl, amiket bizony a palotalakók nem néznek jó szemmel. Tokmánnak kezd elege lenni Szijol gyávaságából, tudja Ő sem egy tettre kész ember, de ha a túlélésről van szó, mind a két kezével képes harcolni érte. A Mennyei Szárny alakulat kapitánya, Kim Alcson, aki a vezetőjük is egyben, félrevezető hadmozdulatot eszközöl. A drasztikus módszerek szúrják az ikerleány szemét, aki fel is emeli hangját a Parancsnok ellen. Nem sejti, hogy egy életre szóló barátságot alakított ki ezzel a két egység között. |                      |  |              |  |  |
| |                      |  |              |  |  |
| Eredeti vetítés | 2009. június 30.     |  | 12           |  |  |
| Magyar vetítés | 2010. november 12.   |  | 12           |  |  |
| Hazatérve a háborúból mindenki hősökként ünnepli a hvarangokat, akik továbbra sem egy csapat, két részre oszlottak. Vannak, akik a hercegnőt, és vannak, akik a pecsétőrzőt szolgálják. Csonmjong megjutalmazza a Sárkányvirág alakulatot, akik ezáltal visszaszerezték becsületüket és ismét hvarangnak tekintik Jusin embereit. A győzelemnek köszönhetően tovább növekszik Kim Szokhjon befolyása, ami nem nagyon tetszik Misilnek. Gyilkossági kísérletet tervez ellene. |                      |  |              |  |  |
| |                      |  |              |  |  |
| Eredeti vetítés | 2009. július 6.      |  | 13           |  |  |
| Magyar vetítés | 2010. november 15.   |  | 13           |  |  |
| Jusin parancsnok egy agyafúrt csellel elfogja azt a gyilkost, aki édesapjára támadt. Ezután szövetséget köt az ikerhercegnőkkel. Megígérik, hogy mindig támogatni fogják a másikat. Pár nappal később érdekes felfedezésre bukkannak, Misil nagyon várja a Szui Birodalomból érkező követeket. A kis csapat hátsó szándéktól tart. |                      |  |              |  |  |
| |                      |  |              |  |  |
| Eredeti vetítés | 2009. július 7.      |  | 14           |  |  |
| Magyar vetítés | 2010. november 16.   |  | 14           |  |  |
| Megérkezik a karaván a távoli Szui Birodalomból, egy titokzatos futár pedig átadja a gonosz nagyasszonynak Szadaham szilvavirágát. A hármas megpróbálja kideríteni, hogy mi is az az eszköz, ami egy időre biztosítja tulajdonosának a hatalmat. Eközben a múlt megismétli önmagát, visszatér két sillai - Csilsuk nagymester és Sohva. Nagyon régen jártak az országban, úgy érzik, hogy végre hazatértek. |                      |  |              |  |  |
| |                      |  |              |  |  |
| Eredeti vetítés | 2009. július 13.     |  | 15           |  |  |
| Magyar vetítés | 2010. november 17.   |  | 15           |  |  |
| Misil furcsa érdeklődést tanúsít Tokmán irányába, sokszor megvendégeli Őt. A nála látott könyv alapján (amit egykor Ő kapott Cartantól), rájön Csilsuk életben van. Az egykori ágyas arra kéri, hogy álljon át hozzá, legyen az embere. Ez alatt Csilsuk és Sohva elhagyja a palotát, ám Misil katonái visszaszállítják Őket. A pecsétőrző rájön: a nagymester nem lát. |                      |  |              |  |  |
| |                      |  |              |  |  |
| Eredeti vetítés | 2009. július 14.     |  | 16           |  |  |
| Magyar vetítés | 2010. november 18.   |  | 16           |  |  |
| Miután Misil bizalmába férkőzött, megpróbálja kideríteni mi is az, ami a Szui Birodalomból érkezett, s oly' fontos Neki. Kutakodása alatt találkozik Csilsukkal - jóformán összeütköznek -, így a leányzó rájön, hogy a férfi vak. A sötét erők ismét munkához látnak, Szolhi főpapnő szerint a bolygók baljóslatúan helyezkednek el az univerzumban, ami elegendő ok egy engesztelő rituálé végrehajtásához. Hasonló események után a szedzsu kinyilatkoztatást kap, ami során mindig valami újat követel. |                      |  |              |  |  |
| |                      |  |              |  |  |
| Eredeti vetítés | 2009. július 20.     |  | 17           |  |  |
| Magyar vetítés | 2010. november 19.   |  | 17           |  |  |
| A vonhva szerint ha nem űznek ki ötezer gájai lakost Sillából, akkor hamarosan szörnyű események bontakoznak ki. A túlságosan babonás nép fél, az uralkodó pedig enged. Több ezer mérföldre vezetik a családokat, Kim Jusin és szülei számára elhozva a végítéletet. Tokmán - minthogy mindenki mással van elfoglalva - nyomozni kezd a tulajdonában lévő dísztőr története után, magától Csinmpjongtól próbál választ nyerni kérdésére. |                      |  |              |  |  |
| |                      |  |              |  |  |
| Eredeti vetítés | 2009. július 21.     |  | 18           |  |  |
| Magyar vetítés | 2010. november 22.   |  | 18           |  |  |
| Tokmán vakmerő elhatározása csaknem tragédiához vezet. Eközben Csonmjong hercegnő sejteni kezdi, hogy nem egyedüli gyermeke a királyi családnak. Édesanyjától, a királynétól próbál választ nyerni kérdésére, ám az asszony mindent tagad. Hiába minden ármánykodás, hamarosan fény derül az ikerhercegnők létére. |                      |  |              |  |  |
| |                      |  |              |  |  |
| Eredeti vetítés | 2009. július 27.     |  | 19           |  |  |
| Magyar vetítés | 2010. november 23.   |  | 19           |  |  |
| Jusin parancsnok és Csonmjong hercegnő rájönnek titkára, a leányzó azon döbben meg a legjobban, hogy a férfi tudta: nő, és mégsem penderítette ki az egységből. A gyorsan váltó kalandok hatására a hercegnő rájön, hogy Tokmán a húga, azt a feladatot adja a sárkányvirágos vezetőnek, hogy mindenáron meg kell védeniük Őt. |                      |  |              |  |  |
| |                      |  |              |  |  |
| Eredeti vetítés | 2009. július 28.     |  | 20           |  |  |
| Magyar vetítés | 2010. november 24.   |  | 20           |  |  |
| Maya királyné titkos kalandba keveredik, az éjszaka közepén útjára bocsátja gyaloghintóját, benne udvarhölgyével, akit megtámadnak az éjszaka közepén. Misil emberei kezdik sejteni a nem mindennapi család történéseit, Őfelsége asszonyát ez nem érdekli. Végre találkozhat a lányával, Tokmánt azonban nagyon megrázza szent származása. Csonmjong hercegnő és Jusin parancsnok későn érkeznek a találkozó helyszínére, másnap a király mindent megtesz, hogy trónját védje. Talán még a lányát is megölné, a másik védelméért. |                      |  |              |  |  |
| |                      |  |              |  |  |
| Eredeti vetítés | 2009. augusztus 3.   |  | 21           |  |  |
| Magyar vetítés | 2010. november 25.   |  | 21           |  |  |
| A baljóslatú események hatására Jusin hvarang kimenekíti a palotából Tokmán hercegnőt, titokban levelezik embereivel. Maya és Csonmjong rokonuk túlélésért aggódnak, nem sejtve, hogy a gonosz Üldzse elnök - akit még maga Dzsinhüng bízott meg az ország irányításával - ki akarja ontani annak életét. Megbízza Kim Szokhjont, hogy orvvadászaival ölesse meg a hercegnőt, ha ezt megteszi, Jusin hvarang feleségül veheti Csonmjongot, ezáltal trónra léphet. |                      |  |              |  |  |
| |                      |  |              |  |  |
| Eredeti vetítés | 2009. augusztus 4.   |  | 22           |  |  |
| Magyar vetítés | 2010. november 29.   |  | 22           |  |  |
| A királyi udvar Tokmán hercegnő mihamarabbi meggyilkolásáért versenyez, egyedül Csonmjong hercegnő és Jusin hvarang védelmezi Őt. Bujkálásuk során találkoznak egy falusi fiúval, Bidámmal, aki Munno nagymester tanítványa. Egy csirkéért cserébe majdnem minden elismerésétől megfosztja Jusint, ám meg is menti Őket: Kim Szokhjon orvvadászait megöli, csakhogy a hercegnő életét óvja. Munno nagymester a járvány sújtotta településen komolyan leszidja tanítványát, amiért embereket ölt, hogy másokat mentsen. Befogadják a két idegent, Bidamnak pedig vadgyömbért kell gyűjtenie. Szolvon hadügyminiszter és Bodzsong hvarang felajánlja Neki, hogy megkapja az áhított rakományt, ha leszállítja a katonát. A kiváló harcos éppen ezért ravasz cselhez folyamodik, börtönbe zárja Jusint, másnap pedig leszállítja a gonoszoknak Tokmánt. A hvarang nagyon aggódik barátnője életéért, megpróbál kitörni "egymillió huszonegy" módszerével. |                      |  |              |  |  |
| |                      |  |              |  |  |
| Eredeti vetítés | 2009. augusztus 10.  |  | 23           |  |  |
| Magyar vetítés | 2010. november 30.   |  | 23           |  |  |
| Jusin sikeresen megszökik Bidam börtönéből, és együtt próbálják menteni a hercegnőt. Elmenekülnek Misil embereitől, majd egy barlangban találnak menedéket. Bidam titokban elárulja Jusinnak, hogy Tokmán a Szojobdó segítségével öngyilkos akart lenni. A lány kérdőre vonja Őt, hiszen mi másért védené meg, mintsem szerelemből? Jusin bevallja mély érzelmeit s arra kéri, hagyják el örökre a birodalmat. Mindezek alatt Csonmjong hercegnő Alcson parancsnokkal és Mennyei Szárnnyal megkeresi a triót, ám Miszeng, valamint Szoli csapdájába esnek. |                      |  |              |  |  |
| |                      |  |              |  |  |
| Eredeti vetítés | 2009. augusztus 11.  |  | 24           |  |  |
| Magyar vetítés | 2010. december 1.    |  | 24           |  |  |
| Bidam ígéretet tesz Jusin hvarangnak és Tokmán hercegnőnek, hogy csónakot szerez, amivel kijuthatnak a fővárosból. Amikor a bárka indulásra kész, Misil embere - Tenambó - mérgezett nyíllal megsebzi Csonmjong hercegnő. A kis csapat a közeli barlangba viszi nővérüket, majd Tokmán Bidammal az ott lévő faluba megy, minden áron gyógyszert kell szerezniük. Ez alatt az idő alatt Csonmjong hercegnő arra kéri Jusin hvarangot, hogy szökjön el húgával és éljenek boldogan. |                      |  |              |  |  |
| |                      |  |              |  |  |
| Eredeti vetítés | 2009. augusztus 17.  |  | 25           |  |  |
| Magyar vetítés | 2010. december 2.    |  | 25           |  |  |
| Tokmán hercegnő, mikor Bidammal együtt visszatér a barlangba, tudatosul testvére halálával. Jusin hvarang beszámol Neki a Csonmjong hercegnővel folytatott párbeszédről, s odaadja annak hajdíszét. A leányzó eltöri azt, beledobva az ott lévő folyóba, mert tudja: nővére eltávozásával saját magának kell átvennie a pecsétőrzővel folytatott küzdelmet. Szakít Jusin hvaranggal és arra az elhatározásra jut, hogy egyedüli női uralkodóként fog Silla trónján ülni, bevégeztetve dédnagyapja álmát, a három ország egyesítését. |                      |  |              |  |  |
| |                      |  |              |  |  |
| Eredeti vetítés | 2009. augusztus 18.  |  | 26           |  |  |
| Magyar vetítés | 2010. december 3.    |  | 26           |  |  |
| Mialatt az ország Csonmjong hercegnőt siratja, Misil a következő napfogyatkozást készíti elő, hiszen ekkor kinyilatkoztatást kaphat és újat követelhet. Tokmán hercegnő is megkezdi az uralkodáshoz vezető első lépéseket, először is magához csábítja Volcson apátot, hiszen így megszerezheti a napfogyatkozások időpontjait. Jusin hvarang félelmetes lépésre szánja el magát, felkeresi a gájai ellenállók titkos búvóhelyét. |                      |  |              |  |  |
| |                      |  |              |  |  |
| Eredeti vetítés | 2009. augusztus 24.  |  | 27           |  |  |
| Magyar vetítés | 2010. december 6.    |  | 27           |  |  |
| Tokmán hercegnő megszerzi Volcson apát támogatását, így nála van a napfogyatkozásokat egy csokorba gyűjtő könyv. Értesíti erről Misil úrnőt, aki forr mérgében. Az ikerleány megdöbbentő lépésre szánja el magát. |                      |  |              |  |  |
| |                      |  |              |  |  |
| Eredeti vetítés | 2009. augusztus 25.  |  | 28           |  |  |
| Magyar vetítés | 2010. december 7.    |  | 28           |  |  |
| Tokmán hercegnő Bidam segítségével felveszi a kesztyűt Misil ellen, a fiút pedig a főtérre küldi. A hvarangok elfogják a pánikot keltő Bidamot, Misil pecsétőrző hallgatja ki gyermekét. Megalázza Őt a palota lakói előtt, hiszen ravasz és számító válaszokkal tér ki a pontos kérdések elől. Jóslata, miszerint halála három nappal az uralkodó halála előtt lesz, mindenkit megdöbbent. A nép körében vad találgatások zajlanak a titokzatos, mesterkélt jóslat felbukkanásáról. |                      |  |              |  |  |
| |                      |  |              |  |  |
| Eredeti vetítés | 2009. augusztus 31.  |  | 29           |  |  |
| Magyar vetítés | 2010. december 8.    |  | 29           |  |  |
| Misil pecsétőrző azt mondta, hogy nem lesz napfogyatkozás, ám mindenki megdöbben, mikor sötétségbe borul az ország. A nap újbóli felbukkanásakor előlép Tokmán hercegnő, a fények pedig rávetülnek. Nagy a hüledezés, meglepődés, az alattvalók rájönnek ki is a leányzó: Őt jövendölte meg a sírfelirat, elhozza a jót, háttérbe szorítja a rosszat. Maya királynő színt vall az főváros lakosai előtt, akik megbocsátanak asszonyuknak, Csinpjong végre elismeri gyermekét. A parasztok köré beférkőző gájaiak, valamint Csonmjong hercegnő egykori emberei nagyon örülnek sikereinek. Tokmán hivatalosan is hercegnő lesz. |                      |  |              |  |  |
| |                      |  |              |  |  |
| Eredeti vetítés | 2009. szeptember 1.  |  | 30           |  |  |
| Magyar vetítés | 2010. december 9.    |  | 30           |  |  |
| Általános megdöbbenést kelt a nép körében, mikor Tokmán hercegnő csillagvizsgáló tornyot építtet. A nemesek ellenzik az ötletet, Misil pedig arra kéri Őket, hogy ne menjenek el az ünnepségre. Még hű embere, Alcson parancsnok is azt kéri, tartsa meg magának a tudást, a parasztok úgysem fogják megérteni valódi okát. Sajnos jóslata beválik, az összegyűlt tömeg azt hiszi, egy új szentélyt húzatott fel, ahová eljárhatnak imádkozni. Egyedül Jusin értette meg, mi is a hercegnő valódi célja. A tudományt többé nem használja ki a politika - ezt ígérte meg Volcson apátnak, s tartja is a szavát. |                      |  |              |  |  |
| |                      |  |              |  |  |
| Eredeti vetítés | 2009. szeptember 7.  |  | 31           |  |  |
| Magyar vetítés | 2010. december 10.   |  | 31           |  |  |
| Misil megpróbálta megöletni Sohva szolgálót, miszerint úgysincs már rá szükség. Az asszony azonban megszökött gyilkosai elől, s találkozik lányával. Tokmán hercegnő alig hisz szemének, Munno nagymester és Csilsuk nagymester sem tért még magához a megdöbbenéstől. A szedzsu attól tart, elveszíti hatalmát és minden ellenfeléé lesz. |                      |  |              |  |  |
| |                      |  |              |  |  |
| Eredeti vetítés | 2009. szeptember 8.  |  | 32           |  |  |
| Magyar vetítés | 2010. december 13.   |  | 32           |  |  |
| Egy háromfordulós torna alapján választják ki a hvarangok főparancsnokát, a legesélyesebbnek Jusin hvarangot és Bodzsong hvarangot tartják. Az első kör feleletválasztós, amelyet Misil és Szolvon fia nyer, a második arra keresi a választ, hogy mi Silla harmadik jelentése. Időközben Bidam magának szeretné a három Han könyvét, és részt akar venni a versenyen. Mint Munno tanítványa, ezt megteheti. |                      |  |              |  |  |
| |                      |  |              |  |  |
| Eredeti vetítés | 2009. szeptember 14. |  | 33           |  |  |
| Magyar vetítés | 2010. december 14.   |  | 33           |  |  |
| Tokmán hercegnő mindenáron meg akarja találni a választ a második forduló döntőjére, hiszen ezáltal választ tudna adni Munno nagymester kérdésére: mi az uralkodó feladata. Minden út egy bizonyos Gocsilbó úrhoz vezet, aki megmutatja Nekik a helyes ösvényt, szórejtvényben. Jusin hvarang feleletet ad Munno nagymester feladatára, Tokmán hercegnő pedig elmondja mindazt, amit tud - természetesen hatszemközt, hiszen Bidam is jelen van. Kivívja Munno csodálatát, egyre jobban érzi, hogy az Ő feladata folytatni dédnagyapja lehetetlen álmát. Jusin mindenben a segítségére van, mert úgy érzi, gájainak kell lennie annak, aki trónra juttatja a hercegnőt. |                      |  |              |  |  |
| |                      |  |              |  |  |
| Eredeti vetítés | 2009. szeptember 15. |  | 34           |  |  |
| Magyar vetítés | 2010. december 15.   |  | 34           |  |  |
| Már csak egy nap van a párbajig, Bodzsong hvarangba Szokpum hvarang önt erőt, Jusin hvarangba pedig Misil nagyasszony. A vonhva elmondja, hogy nem szeretne unalmas harcot látni, igazán szoros összecsapást akar. Titokban abban reménykedik, Bodzsogn lesz a győztes. A tusa napján megjelenik Bidam, aki azt állítja, hogy Munno tanítványa, ezáltal részt vehet a versenyen. Kis idő elteltével a nagymester elismeri, mint fogadott fiát, ezáltal indulhat a párviadalon. |                      |  |              |  |  |
| |                      |  |              |  |  |
| Eredeti vetítés | 2009. szeptember 21. |  | 35           |  |  |
| Magyar vetítés | 2010. december 16.   |  | 35           |  |  |
| A párharc során Munno nagymester és Csilsuk azzal vádolja Bidamot, hogy engedte győzni Jusin hvarangot. Mindeközben Csonmjong hercegnő fia, Csuncsu úrfi útban van hazafelé, Misil nagyasszony egyik embere, Tenambó a kísérője - édesanyjának halálát lehetetlen viselkedésével bosszulja meg, amitől a fiú a falra tudna mászni. |                      |  |              |  |  |
| |                      |  |              |  |  |
| Eredeti vetítés | 2009. szeptember 22. |  | 36           |  |  |
| Magyar vetítés | 2010. december 17.   |  | 36           |  |  |
| Misil pecsétőrző és emberei azzal vádolják Jusin hvarangot, hogy segíti a Gájai Ellenállókat, bizalmatlanok vele szemben. Ez idő tájt Tokmán hercegnő aggódik testvére fiáért, Csuncsuért. |                      |  |              |  |  |
| |                      |  |              |  |  |
| Eredeti vetítés | 2009. szeptember 28. |  | 37           |  |  |
| Magyar vetítés | 2010. december 20.   |  | 37           |  |  |
| Tokmán hercegnő és Jusin hvarang belátja, hogy szerelmük sosem teljesedhet be, Misil nagyasszony behálózza kettejük kapcsolatát. Jusin hvarang felajánlkozik a szedzsunak, aki kineveti és azt válaszolja, ha fiatalabb lenne, Ő ajánlkozna fel Jusinnak. Azáltal, hogy emberévé fogadja, feleségül kell vennie fiának, Hadzsong nagyúrnak a leányát, Jongmót. Tokmán végignézi a házassági szerződést, örömteli perceket okozva ezzel a pecsétőrzőnek. Az esküvő napján el szeretne menekülni a világ elől, Voljával és Szolcsival a közeli rétre mennek, ahol megígérteti a férfiakkal, hogy azok soha nem fogják elfelejteni Jusin hvarang hősies cselekedetét. A frigy utáni napokban Tokmán hercegnőnek fejfájást okoz Csuncsu, aki egyre inkább Misil pecsétőrző felé közelít. Az ikerleány felett viharfelhők gyülekeznek... |                      |  |              |  |  |
| |                      |  |              |  |  |
| Eredeti vetítés | 2009. szeptember 29. |  | 38           |  |  |
| Magyar vetítés | 2010. december 21.   |  | 38           |  |  |
| Bidám rátalál Csuncsura, aki majdnem tönkretette Munno könyvét. Tokmán aggódni kezd a magas rizsárak miatt, ami veszélyt jelent a lakosságra, így döntést hoz... |                      |  |              |  |  |
| |                      |  |              |  |  |
| Eredeti vetítés | 2009. október 5.     |  | 39           |  |  |
| Magyar vetítés | 2010. december 22.   |  | 39           |  |  |
| A piacon a gabonaárak miatt mindenki meg van zavarodva, sőt a nemesség sok pénzt veszít ezzel, míg Tokmán ezzel sokat nyer. Úgy dönt, hogy földművelő szerszámokat készített a fegyverkovácsokkal... |                      |  |              |  |  |
| |                      |  |              |  |  |
| Eredeti vetítés | 2009. október 6.     |  | 40           |  |  |
| Magyar vetítés | 2010. december 23.   |  | 40           |  |  |
| Tokmán új földművelő szerszámokat ad a parasztoknak, és földet adományoz nekik, mindez mellé még adót sem kell fizetniük. Később Tokmán megtudja, hogy a parasztok elárulták, és elszöktek. Rájön, hogy a nép még nem készült fel a változásokra. A király férjhez akarja adni a lányát... |                      |  |              |  |  |
| |                      |  |              |  |  |
| Eredeti vetítés | 2009. október 12.    |  | 41           |  |  |
| Magyar vetítés | 2010. december 27.   |  | 41           |  |  |
| Tokmánt rosszul érinti, hogy Csuncsu Misil embereihez közel került. Csuncsu is igényt tart a trónra, ezért Tokmán úgy dönt nem harcol vele a trónért... |                      |  |              |  |  |
| |                      |  |              |  |  |
| Eredeti vetítés | 2009. október 13.    |  | 42           |  |  |
| Magyar vetítés | 2010. december 28.   |  | 42           |  |  |
| Csuncsu megszöketeti Bodzsong lányát, Borjangot, és titokban feleségül veszi, így Csuncsu befolyásos személy lesz a palotában... |                      |  |              |  |  |
| |                      |  |              |  |  |
| Eredeti vetítés | 2009. október 19.    |  | 43           |  |  |
| Magyar vetítés | 2010. december 29.   |  | 43           |  |  |
| Tokmán bejelenti igényét a trónra, ezalatt Csuncsu a leszármazási rendszerrel nem ért egyet, így Misil szeme felcsillan, hogy ezáltal királynő lehet belőle, sőt, hogy Tokmán is nő, ezért cselekedni kezd... |                      |  |              |  |  |
| |                      |  |              |  |  |
| Eredeti vetítés | 2009. október 20.    |  | 44           |  |  |
| Magyar vetítés | 2010. december 30.   |  | 44           |  |  |
| Misil emberei az Urak tanácsa ellen hangolják Tokmánt, mivel Misil célja az, hogy Tokmán ne szólhasson bele a politikába. Közben Misil hatalom átvételre készül. Tokmán így megtudhatja, hogy ő e az ellenfele a Pecsétőrzőnek... |                      |  |              |  |  |
| |                      |  |              |  |  |
| Eredeti vetítés | 2009. október 26.    |  | 45           |  |  |
| Magyar vetítés | 2011. január 3.      |  | 45           |  |  |
| Szolvon és emberei megvádolják Jusin és Álcson hvarangot, hogy felségsértést követtek el. Kim Szokjon és Kim Jongcsun a letartóztatásukat követeli. Szohvá kijuttatja a királyi pecsétet... |                      |  |              |  |  |
| |                      |  |              |  |  |
| Eredeti vetítés | 2009. október 27.    |  | 46           |  |  |
| Magyar vetítés | 2011. január 4.      |  | 46           |  |  |
| Elfogták Jusinékat, és Misil emberei meg akarják tudni, hogy hol van a hercegnő. Csilsuk elveszi a pecsétet Szohvától. Később Csukbáng és Szohvá kijut a palotából. A gájai Voljá és Szoldzsi tervével az ellenállók beépülnek a palota katonái közé, és megmentik Jusint... |                      |  |              |  |  |
| |                      |  |              |  |  |
| Eredeti vetítés | 2009. november 2.    |  | 47           |  |  |
| Magyar vetítés | 2011. január 5.      |  | 47           |  |  |
| Misil válságkormányt hoz létre, mivel ennek sokkal nagyobb hatalma van az Urak Tanácsánál is. Misil kormánya a királynak tartozik felelősséggel, mivel a király őt bízta meg az állami ügyeknek a vezetésével... |                      |  |              |  |  |
| |                      |  |              |  |  |
| Eredeti vetítés | 2009. november 3.    |  | 48           |  |  |
| Magyar vetítés | 2011. január 6.      |  | 48           |  |  |
| A királyságban polgárháborús helyzet kezd kialakult. Szorabolhoz közeli hadseregnek a kezében van a megoldás. Piltan havarng apja, Dzsudzsin parancsnok Misil mellett áll, egyelőre... |                      |  |              |  |  |
| |                      |  |              |  |  |
| Eredeti vetítés | 2009. november 9.    |  | 49           |  |  |
| Magyar vetítés | 2011. január 7.      |  | 49           |  |  |
| Tokmán visszamegy a királyi udvarba, és Jusint kéri meg, hogy helyezze biztonsága a beteg királyt. Misil emberei azt tanácsolják neki, hogy hagyja el a palotát, így egy erődbe menekülnek... |                      |  |              |  |  |
| |                      |  |              |  |  |
| Eredeti vetítés | 2009. november 10.   |  | 50           |  |  |
| Magyar vetítés | 2011. január 10.     |  | 50           |  |  |
| Misil hívei megtudják, hogy ki is Bidám valójában, de Bidám ezt még nem mondja el Tokmánnak. Az erődben lévők nagy része átáll Tokmán hercegnő oldalára... |                      |  |              |  |  |
| |                      |  |              |  |  |
| Eredeti vetítés | 2009. november 16.   |  | 51           |  |  |
| Magyar vetítés | 2011. január 11.     |  | 51           |  |  |
| Bidám elmondja Tokmánnak, hogy Misil az édesanyja, volt. Hadzsongot, Bodzsongot és a többieket megrázza a hír, hogy Misil elhunyt. Csilsuk úgy dönt, hogy fellázad, nem teljesíti Misil utolsó kívánságát, és megöli Tokmánt... |                      |  |              |  |  |
| |                      |  |              |  |  |
| Eredeti vetítés | 2009. november 17.   |  | 52           |  |  |
| Magyar vetítés | 2011. január 12.     |  | 52           |  |  |
| Tokmán emberei azt tanácsolják neki, hogy ölje meg Misil embereit, de ő nem így tesz. Védőrséget alapít, amelyben Misil emberei szolgálnak, parancsnoka Bidám. Szolvon elmondja Bidámnak, hogy Misil azt kérte tőle, hogy segítsen neki abban, hogy ő legyen a király... |                      |  |              |  |  |
| |                      |  |              |  |  |
| Eredeti vetítés | 2009. november 23.   |  | 53           |  |  |
| Magyar vetítés | 2011. január 13.     |  | 53           |  |  |
| Tokmánt megkoronázzák, így ő lesz az uralkodó. Felmerül közben, hogy a gájai ellenállók nem oszlottak fel, és ez Jusint is érinti származása miatt. A vizsgálatot Bidám irányítja... |                      |  |              |  |  |
| |                      |  |              |  |  |
| Eredeti vetítés | 2009. november 24.   |  | 54           |  |  |
| Magyar vetítés | 2011. január 14.     |  | 54           |  |  |
| A királynő lojalitását fejezi ki a gájai néppel szemben, jelentős politikai pozíciókat töltet be gajai származású hivatalnokokkal, közben a tábornagy ellen vizsgálatot rendelnek el, s száműzik. Ezalatt kitör a háború a szomszédos Pekcse Királysággal, az uralkodónak viszont szüksége lenne Jusinra.. |                      |  |              |  |  |
| |                      |  |              |  |  |
| Eredeti vetítés | 2009. november 30.   |  | 55           |  |  |
| Magyar vetítés | 2011. január 17.     |  | 55           |  |  |
| A pekcsei hadak elsőszámú célpontja a Deja erőd. A királynő titokban egy titkos feladattal látja el Jusint, be kell épülnie a pekcseiek közé, és meg kell tudnia a szándékait. Jusin bejut a vezetőkhöz, és ekkor rájön, hogy a Deja erőd kapuőre egy pekcsei kém... |                      |  |              |  |  |
| |                      |  |              |  |  |
| Eredeti vetítés | 2009. december 1.    |  | 56           |  |  |
| Magyar vetítés | 2011. január 18.     |  | 56           |  |  |
| Szolvon elindul egy hatalmas sereggel, hogy visszaverje a pekcsei csapatokat, és Jusin figyelmezteti, hogy a pekcseiek serege, sokkal veszélyesebb, erősebb, mint valaha. Az uralkodó közben fontos döntést hoz... |                      |  |              |  |  |
| |                      |  |              |  |  |
| Eredeti vetítés | 2009. december 7.    |  | 57           |  |  |
| Magyar vetítés | 2011. január 19.     |  | 57           |  |  |
| Silla Királyságot csak Jusin tudása tudja megmenteni, ezért az uralkodó minden egységet rá bíz. A királynő úgy dönt, hogy nem menekül el, inkább Csuncsut védi meg, így biztonságba helyezteti. A főváros, ha elesik, az ifjú hercegnek kell folytatnia a háborút... |                      |  |              |  |  |
| |                      |  |              |  |  |
| Eredeti vetítés | 2009. december 8.    |  | 58           |  |  |
| Magyar vetítés | 2011. január 20.     |  | 58           |  |  |
| A királynő Bidámot nevezi ki miniszterelnöknek, ezen mindenki megdöbben. Bidám megfogadja Tokmánnak, hogy nem akarja elvenni a helyét. Eközben Jusin győzedelmeskedik a csatamezőkön... |                      |  |              |  |  |
| |                      |  |              |  |  |
| Eredeti vetítés | 2009. december 14.   |  | 59           |  |  |
| Magyar vetítés | 2011. január 21.     |  | 59           |  |  |
| A Tang Birodalomból követ érkezik, aki megsérti az uralkodót. Ezalatt előkerül egy titkos megállapodás, amelyből a királynő emberei megtudják, hogy Bidámot a trónra akarják ültetni... |                      |  |              |  |  |
| |                      |  |              |  |  |
| Eredeti vetítés | 2009. december 15.   |  | 60           |  |  |
| Magyar vetítés | 2011. január 24.     |  | 60           |  |  |
| Tokmán ledöbben, amikor megtudja, hogy elvileg Bidám titkos alkut kötött a trónfosztása érdekében. A királynő nem is sejti, hogy a nemesek még Bidámot is becsapják, s csak saját érdekük vezérlik... |                      |  |              |  |  |
| |                      |  |              |  |  |
| Eredeti vetítés | 2009. december 21.   |  | 61           |  |  |
| Magyar vetítés | 2011. január 25.     |  | 61           |  |  |
| Bidám belesétál a nemesek csapdájába, és nem tudja, hogy mi Tokmán szándéka. Bidám a Csuhvá járásban lévő nemesek vezére lesz. Tokmán bízna Bidámban, viszont Csuncsu ellenségként tekint Bidámra... |                      |  |              |  |  |
| |                      |  |              |  |  |
| Eredeti vetítés | 2009. december 22.   |  | 62           |  |  |
| Magyar vetítés | 2011. január 26.     |  | 62           |  |  |
| Seondeok királynő Bidammal való harcát továbbra is folytatja, Jusin nagyon aggódik az uralkodó életéért. Őfelsége betegsége továbbra is fennáll, sőt egyre tragikusabb lesz. Érzi, hogy már nincs sok hátra Neki, s féltve őrzött titka beteljesedik. Munno nagymester tanítványa látogatást tesz Nála, ám emberei harcba szállnak az épségéért. Jusin tábornagy megöli Bidamot, aki csupán beszélni szeretett volna szerelmével. Abban a pillanatban amikor meghal, Seondeok királynő is összeesik. Jóslata - miszerint halála az uralkodó halála előtt három nappal lesz -, valóra válik. Nem sokkal később egykori menyasszonya is életét veszíti, ám előtte beszámol Jusin tábornagynak első, Sillában töltött éjszakájáról. Sok-sok év múltán Jusin tábornagy legyőzi Pekcse királyságot, így közelebb kerülnek a három ország egyesítéséhez. Seondeok királynő sokat tett azért, hogy ez bekövetkezhessen, a ránk maradt feljegyzések pedig arra utalnak, hogy Jusin tábornagy kulcsszerepet játszott a tervben. Mindezek mellett földi élete maga volt a Pokol szenvedése, hiszen rettegett félelme, hogy elveszít mindenkit, valóra vált. A végén magányosan és árván kellett meghalnia, hátrahagyva alattvalóit, akik továbbra is küzdöttek, egyre csak küzdöttek. |                      |  |              |  |  |
| |                      |  |              |  |  |